# Frits Staal
Frits Staal, né le 3 novembre 1930 à Amsterdam,  Pays-Bas et mort à Chiang Mai (Thaïlande) le 19 février 2012, est professeur émérite de philosophie et d'études sur l'Asie du sud et du sud-est à l'Université de Californie à Berkeley.

## Biographie
Après des études de mathématiques, de physique et de philosophie à l'Université libre d'Amsterdam, et un doctorat en philosophie indienne à l'Université de Madras et à l'Université hindoue de Bénarès, il a occupé divers postes académiques en Europe et aux États-Unis :
- 1958-1962 : chargé de cours sanskrit à l'Université de Londres
- 1961-1962 : professeur associé de philosophie indienne à l'Université de Pennsylvanie
- 1962-1967 : professeur de philosophie générale et comparée à l'Université libre d'Amsterdam
- 1967-1968 : professeur invité de linguistique au Massachusetts Institute of Technology
- 1968-1991 : professeur de philosophie et d'études sur l'Asie du sud et du sud-est à l'Université de Californie à Berkeley.

Professeur invité (Bénarès, Bangkok, Kyoto, etc.), conférencier (Canada, Angleterre, France, etc.), il est l'auteur d'une quinzaine d'ouvrages sur le védisme, la philosophie, la linguistique, le mysticisme, le rituel, la science, et d'au moins 150 articles.